# Габріель Рамананцуа
Габріель Рамананцуа — державний діяч держави Мадагаскар, президент країни 1972—1975 рр.

## Життєпис
Народився 13 квітня 1906 р. у впливовій аристократичній сім'ї. За етнічною належністю — меріна. Закінчив ліцей у Танаріве (сучасне м.Антананаріву), у Франції — ліцей у Марселі, військове училище Сен-Сір, Вищу школу національної оборони. В другій світовій війні воював у 1939—1940 в складі французьких військ, у 1948—1953 командував африканським батальйоном у складі французьких військ у В'єтнамі. В 1941—1946, 1953—1959 служив у Департаменті колоніальних військ міністерства оборони Франції. В 1960—1972 — начальник генштабу збройних сил незалежного Мадагаскару. В 1961 отримав чин бригадного генерала, в 1967 — дивізійного генерала. У травні 1972 призначений президентом Цірананою прем'єр-міністром з широкими повноваженнями, а в жовтні 1972 став президентом Мадагаскару. Уряд Рамананцуа переглянув угоди з Францією 1960 р., приступив до ліквідації військових баз і виведення французьких військ з Мадагаскару. В лютому 1975 р. склав з себе повноваження голови держави і усунувся від державних справ. Помер 9 травня 1979 р. в Парижі.